# Трудовий мігрант
Трудовий мігрант - особа, що займається оплачуваною діяльністю в державі, громадянином якої він чи вона не є. Для законної діяльності трудовий мігрант повинен отримати дозвіл на в'їзд, перебування та оплачувану діяльність в державі роботи за наймом відповідно до законодавства цієї держави і міжнародними угодами, учасником яких є ця держава. Тож бувають легальні та нелегальні трудові мігранти. 

## Роль робочої сили мігрантів в економіці
Робоча сила мігрантів історично відігравала найважливішу роль на національному та місцевому рівнях економік. Економічна глобалізація створила більше трудових мігрантів, ніж будь-коли раніше. Хоча розвинені країни збільшили свій попит на працю, особливо на некваліфіковану працю робітників з країн, що розвиваються. У результаті мільйони працівників та їхніх сімей виїжджають до інших країн, щоб знайти роботу. Цей приплив трудящих-мігрантів сприяє зростанню нетрів та міської бідності, за словами Майка Девіса. Деякі з цих працівників, як правило, з сільської місцевості, не можуть дозволити собі житло у містах і тому живуть у нетрях [48]. Деякі з цих некваліфікованих працівників, що живуть у нетрях, потерпають через безробіття та заробляють на життя у тіньовому секторі економіки. За даними Міжнародної організації праці, станом на 2013 рік було близько 175 мільйонів мігрантів по всьому світу.

## Міжнародний день мігрантів
Генеральна Асамблея ООН постановила проголосити 18 грудня днем прийняття Міжнародної конвенції про захист прав всіх трудящих-мігрантів і членів їх сімей - Міжнародним днем мігранта, підкресливши цим потреба в подальших зусиллях щодо забезпечення поваги прав людини і основних свобод усіх мігрантів.